# スキンヘッド

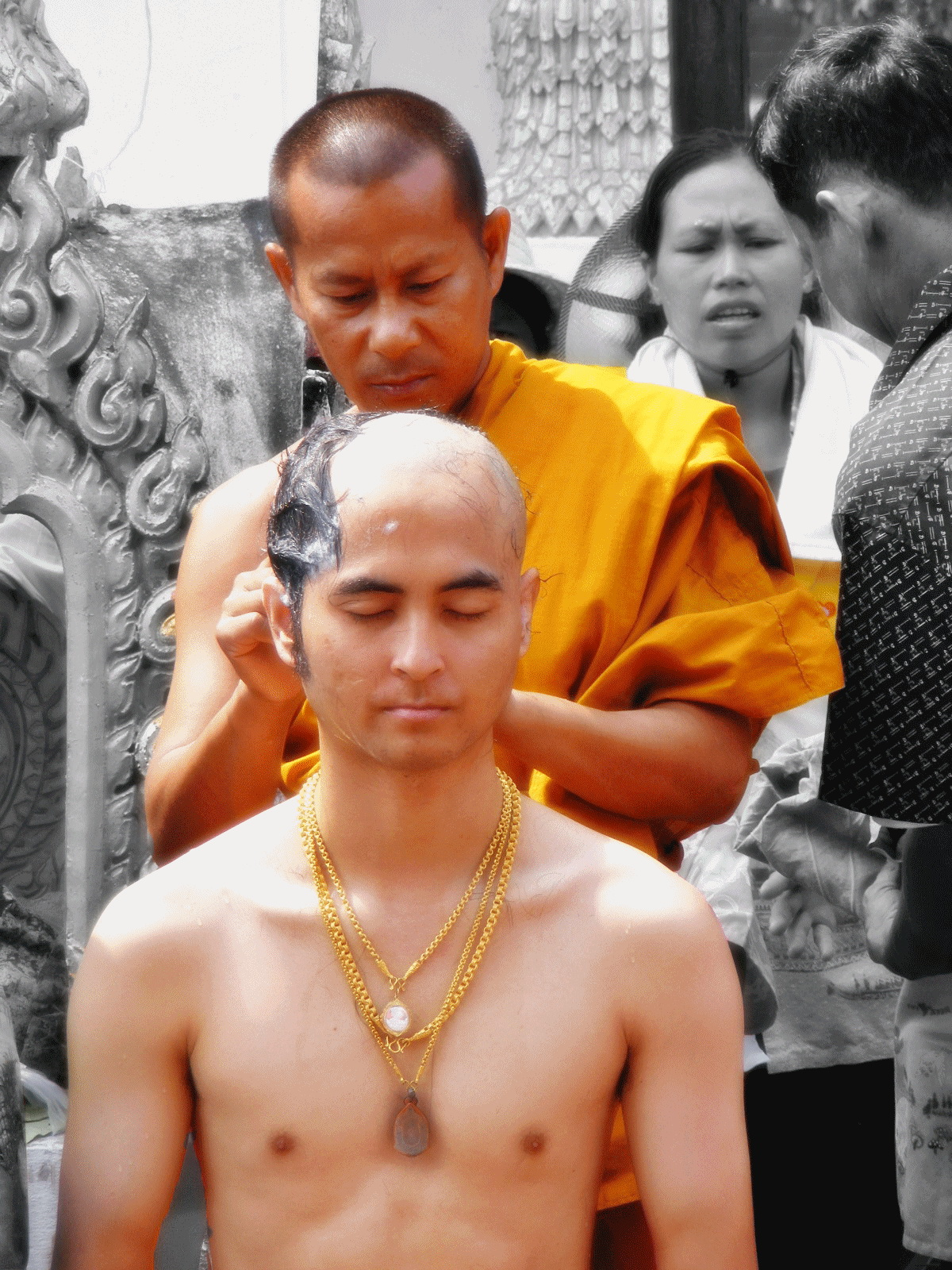
仏門に入るために髪を剃る人

スキンヘッド（英: skinhead）とは、剃髪した頭のこと。
英語においてもskinheadは剃髪した頭を指すが、一般にはシェイブドヘッド（英: shaved head）、シェイブンヘッド（英: shaven head、剃り上げた頭）またはボールドヘッド（英: bald head、はげ頭）が用いられる。シェイブドヘッド・シェイブンヘッドは、髪を剃るという作業を施した頭を指し、少し髪がのびてきてもよい。ボールドヘッドは、基本的に自然と髪が抜けたために髪が無い頭を指すが、完全に抜け切らなくても用いられる。
スキンヘッドにする理由や目的はさまざまある。

## スキンヘッドにする主な理由や目的
ファッション
パンク、ハードコア、ブラックメタル、メタルコアなどの音楽を基盤としたファッションに取り入れられている。
所属を示す
制服のように、組織や集団に属していることを対外的にアピールする目的で、統一的な髪型を採用することがあり、その一つとしてスキンヘッドが選ばれることがある。
宗教的理由
仏教の多くの宗派では剃髪が僧侶の標準的なスタイルとされているため、坊主頭（ぼうずあたま）と呼ばれることも多い（「丸刈り」も参照）。仏教では髪を剃ることで、俗界との縁を断つという意味合いを持たせている。また、インドには老若男女問わず、信者の髪を剃り落とすというヒンドゥー教の寺院がある。剃り落とされた髪は主につけ毛の材料として売られる。キリスト教ではカトリックの修道僧に、剃髪によって特徴的な髪型にする「トンスラ」という習慣があったが今は廃止されている。ちなみにカトリックで女性が剃らないのは髪を剃るのを嫌がってウィンプルで隠すようにした結果である。
- ムンダナ（英語版） - ヒンドゥー教の通過儀礼サンスカーラ (通過儀礼)（英語版）の一つで男児の髪を剃る儀式。日本では結髪式とも呼ばれる。
- アップシェリン（英語版） - ユダヤ教で3歳まで伸ばした髪をモミアゲ以外剃る儀式
- アキカ（英語版） - イスラム教の儀式で、生後7日くらいの子供の髪を剃る儀式

刑罰
髪を剃ることは刑罰の一種としても使われており、17世紀のフランスでは売春婦は髪を剃られた上で、追放された。また古代中国ではこの刑罰を髠刑（こんけい、髠は「髪の友を几に変えたもの」）と呼んだ。
私刑
坊主頭にされるのは屈辱であり、特に「女性は髪が長くあるべきだ」という価値観がある地域で坊主頭にされるのは、女性にとってより屈辱になる。女性の頭を剃るという罰は、聖書に由来している。ヨーロッパでは西ゴート族の暗黒時代にさかのぼる。中世の間、恥の印として最も魅力的な特徴であると思われていた髪の毛を女性から取り除くのは、一般に姦通に対する罰であった。報復と屈辱の印として女性の頭を剃ることは、20世紀に再び導入された。このため、暴力や私刑の一環として髪を剃られることがある。第二次世界大戦のドイツの占領から解放されたフランスでは、パリ解放に伴い、ドイツ人相手の売春婦や交際相手が髪を剃られた「ugly carnival」という事例がある。国によっては他人の髪を勝手に切ることは犯罪であり、日本では明治45年の大審院判決では暴行罪に該当すると判断されている。
薄毛
脱毛症で頭皮が露出するような状態になった人が、髪に対する執着を断ち切る意味で潔く剃髪するケース。
治療・医療
治療薬塗布や外科手術や頭部に患部を持つ怪我や病気の症状への治療上の必要性から、他の患部同様頭部を剃毛し、それを治療中継続維持する場合も多い。頭部の皮膚炎、汗疹等治療時に治療薬塗布する場合にも実施される場合もある。
髪フェティシズム
髪を切る・切られる女性を見て性的興奮を覚える者にとって、剃髪はフェティシズムの対象となる。現代でもこのような者向けに女性の断髪の課程を収録したビデオが販売されている。
スポーツ
水泳選手がタイムの短縮を目的として競技会前に剃髪することがある。ボクシングなど階級ごとに体重制限のある競技で、ギリギリで制限体重を超えている場合の軽量化の手段のひとつとして剃髪することがある。
不正摘発逃れ
麻薬常用者が髪の毛から薬物の使用状況を調べられることを防ぐ、スポーツ選手がドーピングの事実を隠すといった目的でスキンヘッドにするケースもある。

## 日本におけるスキンヘッド
江戸時代、僧侶（天台宗系山伏はその限りではない）、医者、俳句や茶道の宗匠、按摩（男）などは髪を剃り上げるのが普通だった。また髪が抜けてもはや貧相な丁髷も結えなくなった町方の老人がさっぱりと頭を剃ってしまう場合も多かったが、武家はそういうわけにも行かず入れ毛などで無理やり髷を結っていた。
女犯の現場を押さえられたら重罪となる僧侶が遊郭へ登楼する場合、鬘ではすぐにばれてしまうため変装用の衣装一式を貸す貸衣装屋に寄って同じく禿頭の宗匠や医者に変装することが多かった。宗匠頭巾や十徳に着流しの宗匠姿か、脇差を落としざしにし気取った姿の医者か選ぶのだが、脂ぎった不良坊主は恰幅がよく風流な宗匠姿が似合わなかったと見えて、医者姿に変装するものが多かったらしい。川柳にも「中宿の内儀おとけて脈をみせ」「船宿で化けやれと師のたまわく」などと僧侶の女遊びをからかった句が多く見える。
また、特に職業として頭を剃るものは見た目を良くするために禿頭をそれなりに丁寧に手入れした。
まず艶を出すために植物油（椿油など）を頭に広げ柔らかい布で丁寧に磨くというもので、硬くなった頭皮に艶が出て金属の表面のように見えることから薬缶頭などとも呼ぶ。（江戸時代の流行語「とんだ茶釜が薬缶に化けた」笠森お仙の項参照）若々しさを出したい場合には、頭に女性が黛に使う藍色の絵具（青黛）を薄く塗りつけて剃って間もない剃り後のように見せるものも多かった。

## サブカルチャーの「スキンヘッド」

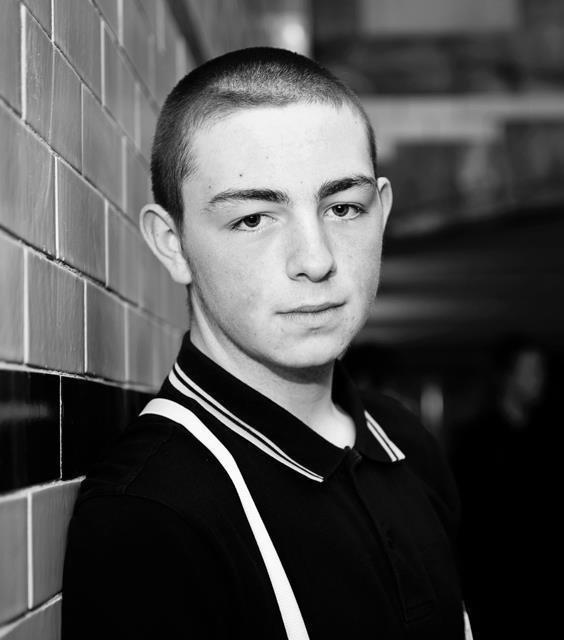
スキンヘッドメンバーの男性

1966年ごろ、イギリスの「モッズ」が分裂して誕生した。ここでの「スキンヘッド」とは、完全に毛髪を剃り上げるのではなく、男性の場合は丸刈り、女性の場合は極端な短髪のことを指した。彼らがスキンヘッドと呼ばれ始めたのは1968年ごろから。この流行は1970年代に入ると下火になるが、1970年代後半に「オイ!」と呼ばれるパンク・ロックとスキンヘッドを結びつける活動によって再燃する。
1980年代に入ると、剃髪にする者が現れはじめ、これを「スキンヘッド」に含むようになった。その後さらに細分化し、1960年代のスキンヘッドカルチャーを続けているトロイア・スキンヘッド（英: trojan skinhead）、白人至上主義のホワイト・パワー・スキンヘッド（英: white power skinhead）、ハードコア・パンクやヘビーメタルを愛するハードコア・スキンヘッド（英: hardcore skinhead）、社会主義、共産主義のレッドスキン（英: redskin）、同性愛のゲイ・スキンヘッド（英: gay skinhead）など、多彩なスキンヘッドが存在している。